# نقطه فروپاشی (فیلم ۱۹۸۹)
نقطه فروپاشی (انگلیسی: Breaking Point) یک فیلم مهیج آمریکایی به کارگردانی پیتر مارکل است که در سال ۱۹۸۹ منتشر شد.

## بازیگران
- کوربین برنسن
- یوآنا پاتسوا
- جان گلاور
- دیوید مارشال گرانت
- لارنس پرسمن
- کن جنکینس
- اندرو دیوف